# 苏联—爱沙尼亚互助条约
《苏联-爱沙尼亚互助条约》，又称《基地条约》是苏联和爱沙尼亚之间的双边条约，于1939年9月28日在莫斯科签署。 该条约规定双方有义务尊重对方的主权和独立，并允许苏联政府在爱沙尼亚领土之上建设军事基地。而这些基地反过来为苏联在1940年6月进攻并吞并爱沙尼亚提供了便利。
该协议由爱沙尼亚外长卡尔·塞尔特和苏联外交部长維亞切斯拉夫·莫洛托夫签署。1939年10月4日，双方在塔林交换批准书，条约在同一天生效。该条约于1939年10月13日在《国际联盟条约汇编》中进行记录。

## 历史背景
1939年9月，苏联通过《莫洛托夫-里宾特洛甫条约》宣称其对波罗的海国家的控制权。苏联于9月17日入侵波兰，10月6日结束行动。苏联占领波兰东部后，便开始向芬兰和波罗的海国三国施压，要求它们缔结互助条约。9月18日，一艘波兰潜艇从塔林逃跑后，苏联对爱沙尼亚的中立性提出质疑。一周后，9月24日，爱沙尼亚外长卡尔·塞尔特在莫斯科接到苏联的最后通牒。苏联要求缔结一项互助条约，其中包括在爱沙尼亚建立军事基地。最终，爱沙尼亚政府屈服于最后通牒，接受互助条约。在与爱沙尼亚谈判期间，苏联同时和纳粹德国谈判，双方签订了《德苏友好合作和边界划定条约》。

## 条款
1. 规定了在第三方攻击的情况下双方的军事合作；
2. 规定苏联政府有义务协助爱沙尼亚政府并向其提供军备；
3. 允许苏联在爱沙尼亚境内建立军事和海军基地；
4. 规定苏联和爱沙尼亚政府有义务不参与针对对方的军事联盟。
5. 规定双方的政治和经济制度以及主权不应受到条约的影响。它明确规定，将建立苏联基地的地区仍应是爱沙尼亚的一部分。
6. 涉及批准问题，并规定条约的有效期为10年，并可选择再延长5年。
7. 规定条约的正式文本将使用俄语和爱沙尼亚语。

## 后果
其后，苏联分别于10月5日和10月10日与拉脱维亚和立陶宛签订类似的互助条约。而与立陶宛的互助条约将维尔纽斯区划归立陶宛。芬兰于10月5日被邀请参加类似的谈判。与波罗的海三国果断屈服不同的是，芬兰和苏联的谈判持续了数周而没有结果。
1939年10月，苏联政府开始在爱沙尼亚驻扎军队，其驻扎军队规模甚至超过爱沙尼亚军队之规模。结果，苏联政府逐渐获得了对爱沙尼亚领土的控制。这使得苏联军队于1939年12月10日在波罗的海击沉了爱沙尼亚卡萨里号商船时，爱沙尼亚却没有作出任何反应。其后，苏联于11月30日入侵芬兰。
1940年6月17日，苏联在入侵其他两个波罗的海国家后占领并吞并了爱沙尼亚。

### 引用
1. 1 2 3  Hiden & Salmon (1994). p. 110.
2. ↑  League of Nations Treaty Series, vol. 198, pp. 224-229.
3. ↑  White Book, p. 10.
4. ↑  Hiden & Salmon (1994). p. 111.

### 书籍
- Hiden, John; Salmon, Patrick.  Revised. Harlow, England: Longman. 1994 [1991]. ISBN 0-582-25650-X.
- Estonian State Commission on Examination of the Policies of Repression, The White Book: Losses Inflicted on the Estonian Nation by Occupation Regimes 1940-1991 (Tallinn, 2005)